# دوايت آي. دوجلاس
دوايت آي. دوجلاس (بالإنجليزية: Dwight I. Douglass)‏ هو مهندس أمريكي، ولد في 1884، وتوفي في 1940.